# Banjarharjo (Salaman)
Banjarharjo is een bestuurslaag in het regentschap Magelang van de provincie Midden-Java, Indonesië. Banjarharjo telt 1278 inwoners (volkstelling 2010).